# Autobiography
Autobiography es el álbum de estudio debut de la cantante estadounidense Ashlee Simpson. Fue lanzado en Estados Unidos por Geffen Records el 20 de julio de 2004, el álbum debutó en el número uno en el Billboard 200 y fue certificado triple platino por la RIAA. Musicalmente, combina elementos de rock y pop. Las críticas del álbum fueron mixtas. Tres sencillos de Autobiography fueron lanzados: "Pieces of Me" -el primero y el sencillo más exitoso- que fue un hit en muchos países en mitad de 2004, cómo también los siguientes sencillos, "Shadow" y "La La". MTV destacó el proceso de hacer el álbum en la serie The Ashlee Simpson Show, que atrajo a un público amplio y servido como vehículo promocional para el álbum.

## Producción

### Historia
Simpson describió el proceso de escritura del álbum con doce canciones como siendo similar a llevar un diario, y antes del lanzamiento del álbum en Estados Unidos Simpson dijo que "Mi inspiración vino de lo que he pasado a través de los últimos tres años. Cada día pensaba en lo que estaba pasaba y escribiría canciones sobre ello." Las letras tratan principalmente sobre el amor y desamor; en particular, gran parte del contenido del álbum fue inspirado en el rompimiento con su novio de ese tiempo, Josh Henderson. Simpson describió el álbum como "muy honesto" y "muy fiel a mis emociones"-"No tenía miedo de decir que estaba lastimada y en cómo superarlo."
El álbum incorpora rock como también pop, que contrasta con la música más fuertemente orientada hacia el pop de su hermana, Jessica Simpson. Una crítica dijo que, a diferencia de la música de Jessica, Autobiography "se basa en guitarras deslumbrantes y en un poder pop". En su reality show, Ashlee hizo hincapié que ella no quería hacer música pop como su hermana o Hilary Duff; en su lugar, ella citó músicos como Chrissie Hynde y Joan Jett como influencias. Sin embargo, algunos han sospechado que el sonido orientado más al rock e imagen representada se delibera a la comercialización para distinguirse entre hermanas.
Simpson trabajó estrechamente con un número de escritores con experiencia en el álbum. El productor del álbum, John Shanks-quién ganó un Emmy en febrero de 2005, en parte de su trabajo como productor en Autobiography -recibe los créditos de la escritura junto a Simpson en todas las canciones menos dos. Kara DioGuardi también recibe créditos de escritora en el álbum, junto a Simpson y Shanks, en siete de las canciones, incluyendo los tres sencillos.
Críticas del álbum fueron mixtas. La revista People lo consideró un "debut pasable" y dijo que mostró que Simpson era un "talento creíble en su propio derecho"; Allmusic lo llamó un "debut inesperadamente fuerte." The Village Voice comparó Autobiography con el álbum de Courtney Love, America's Sweetheart.
Otros críticos fueron más negativos. Rolling Stone lo llamó "mundana...con un guion predecible", y en un punto describió lo vocal de Simpson como "lamentable en lugar de golpear las notas." En su revisión, BBC dijo que "la mitad del álbum...se siente demasiado indulgente consigo mismo y carece de sustancia," pero también dijo que "entre las fórmulas, las canciones son inocuas con un puñado de temas pegadizos de pop-rock." IGN. como lo llamó "genérico (y a veces suave) pop/rock", aunque dijo que la voz de Simpson mostró más madurez y promesa. Un escrito de la revista Stylues comentó que "después de pasar más tiempo de cuarenta minutos con Ashlee, siento que no la conozco mejor que lo que solía hacer de antemano..[y] para un disco con el nombre Autobiography, parece que ninguna crítica más grande podría ser hecha." The New York dijo que Autobiography "es un paquete bien calculado, con el objetivo para la misma audiencia que abarca Avril Lavigne y Pink."

### Canciones
El título del disco, que también fue el tema principal de The Ashlee Simpson Show, abre el álbum introduciendo por Simpson, quien canta "tengo manchas en mi camiseta, y soy la más coqueta" y "sí quieres mi autobiografía, quieres mi autobiografía / cariño, sólo pídemela." "Pieces of Me", una canción sobre la comodidad y felicidad que Simpson encontró en su relación con Ryan Cabrera, ha sido caracterizada como una balada suave de rock con "una guitarra fibrosa." "Shadow", descrita por la revista People como "la canción más personal" del álbum, es una canción más lenta en la cual Simpson relata su papel menor con su hermana cuando era más joven, pero eventualmente encontró su propia identidad.
El álbum continúa con "La La", una canción con letra sexual que Simpson describió como "lengua en mejilla." Una crítica describió a "La La" como un "himno punk inspirado, con rapidez y gritos." "Love Makes the World Go Round",  que epinions.com describió por tener una "vibra Duff", habla sobre la decepción de una relación cuando termina. "Better Off", que fue descrita como una canción "burbujeante" y "como un pedazo de bondad pop/rock," y "Love Me For Me", la cual Simpson dijo que es sobre un "autorreconocimiento" como lidiar con los sentimientos contradictorios acerca de las relaciones. La canción "Surrender" trata con Simpson consintiendo una ruptura, con letras como "haces la misera mi compañía"; epinions' escribió que esta canción Simpson suena "más suelta y sin preocupaciones."
"Unreachable" combina una línea de piano y sonidos vintage con letras sobre lidiando con arrepentirse sobre precipitarse en una relación. Simpson describió "Nothing New" como su frustración con exnovios y sus "dramas", hasta que ella en última instancia "terminó con él", mientras que "Giving It All Away" anima al público a levantarse con sus propios pies: "aferrate a tú vida y no la des," dijo Simpson sobre la canción. La canción del cierre del álbum, "Undiscovered" (que Simpson la ha descrito su favorita), fue escrita después de su ruptura con Josh, y descrita por epinions.com como una canción con "cadenas inquietantes" y "guitarras suaves"; en la canción, Simpson reflexiona lo que podría haber pasado en una pérdida de emparejamiento. No en la versión de Estados Unidos se agrega "Sorry". La edición Wal-Mart de Estados Unidos del álbum también incluye a un código de acceso para descargar una versión reducida de "Sorry" en internet.

## Grabación del álbum
En una entrevista en 2004, Simpson dijo que cuando ella comenzó a buscar un contrato de grabación, ellos no se reunían con ella porque ellos pensaba que ella sólo quería "ser como su hermana." Simpson también dijo que no quería ir al sello discográfico de Jessica (Columbia) porque ella quería ser firmada por su música, no por su hermana. Eventualmente firmó con Geffen en 2003. En cuanto a su papel de coescritora de las canciones, Simpson dijo que había una gran cantidad de entradas en sus letras: "...Se me ocurre todo un concepto para la canción. Para mí, escribir es una cosa muy importante. Es lo que siempre he hecho y siempre he querido hacer, y era una parte muy grande en mí en hacer el disco. Así que mi sello fue asombroso porque realmente me dejaron tener mis manos allí. Tengo que escribir mucho."
Simpson dijo que inicialmente no quería hacer el reality show pero su padre la persuadió para hacerlo porque sería sobre la producción del álbum: "...Pensé que era genial. Estás viendo una mirada más profunda en como se hace éste álbum." También pensó en el show, mostrando su propia personalidad, ayudaría a distinguirla de Jessica. En el show, algunos de los escenarios de escritura son vistos; Ashlee trabajando con Steve Fox, y luego encontrándose con John Feldmann de la banda Goldfinger, Guy Chambers, y el equipo de producción The Matrix. Luego, comienza a trabajar con John Shanks, quien se convirtió en el productor del álbum, y también es vista trabajando con Kara DioGuardi, en "Pieces of Me".
Simpson dijo haciendo el álbum: "Es mucho trabajo. Desde encontrar el sello correcto a estar grabando, tomó alrededor de nueve meses, y luego fue seguido por trabajo de publicidad." En una extensiva lista de gracias en el álbum, Simpson incluye a Benji Madden y Joel Madden de la banda Good Charlotte, con quién ella trabajo en una canción que no entró en el álbum.
Cuando Ashlee presentaba su álbum en el programa de MTV Saturday Night Live en el 2004, ocurrió un incidente con el playback que estaba haciendo lo que provocó que el público la abucheara, mientras que los medios la atacaban con malas críticas por lo sucedido. Ashlee alegaba que se había lastimado la garganta y que por esa razón no podía cantar en vivo. Sin embargo, hasta nuestros días ha sido un incidente que la ha dejado marcada.

## Venta y charts
En Estados Unidos, Autobiography fue el mayor álbum del 2004 por una artista femenina, y en septiembre RIAA le dio al álbum triple platino. Siguiendo a su lanzamiento el 20 de julio, debutó en el número uno en la lista de Billboard 200, vendiendo 398,000 copias; de acuerdo con Nielsen Soundscan Autobiography vendió alrededor de 2,576,945 copias desde el tiempo de su lanzamiento hasta enero de 2005, haciendo el noveno álbum más vendido de 2004.
En Canadá dónde el lanzamiento del álbum correspondía con Estados Unidos, vendió cerca de 3,000 copias en su primera semana (en el número 37 en la lista del álbum); se elevó a la lista en el número 8 en un punto, y fue doble platino en febrero de 2005. El álbum fue lanzado en Reino Unido el 4 de octubre de 2004, y debutó en el número 31 en las listas del álbum. Sin embargo, regresó al top 40 en enero de 2005, a raíz de la promoción de "La La" (el segundo sencillo del álbum en Reino Unido, lanzado el 24 de enero). En Irlanda, el álbum llegó al número 22 en las listas en enero, a la misma vez que "La La" era lanzado como en lista de sencillos. El álbum llegó también al número 36 en Suiza y número 29 en Noruega. En enero de 2005, Autobiography vendió cerca de 5 millones de copias en todo el mundo.
El éxito de Simpson en el álbum con Autobiograhpy se compara favorablemente con su hermana de Jessica, quien, a pesar de tener varios éxitos desde 1999. El presidente de Geffen Jordan Schur dijo sobre el éxito de Ashlee: "Es inaudito en éste negocio-incluso para una superestrella-en vender este número de discos," y destacó su relativa oscuridad hasta poco antes del lanzamiento del álbum. Simpson expresó su sorpresa en el grado de su éxito con el álbum: "Esperaba que mi álbum estuviera en listas. ¡No esperaba que sea número uno en el país! Era una gran sorpresa."

## Lista de canciones
1. "Autobiography"  (Simpson, Kara DioGuardi, John Shanks) (3:34)
2. "Pieces of Me"  (Simpson, DioGuardi, Shanks) (3:37)
3. "Shadow"  (Simpson, DioGuardi, Shanks) (3:57)
4. "La La"  (Simpson, DioGuardi, Shanks) (3:42)
5. "Love Makes the World Go Round"  (Simpson, Shanks) (3:45)
6. "Better Off"  (Simpson, DioGuardi, Shanks) (3:27)
7. "Love Me for Me"  (Simpson, Shelly Peiken, Shanks) (3:27)
8. "Surrender"  (Simpson, DioGuardi, Shanks) (3:20)
9. "Unreachable"  (Simpson, Stan Frazier, Steve Fox, Robbie Nevil, Billy Mann) (3:53)
10. "Nothing New"  (Simpson, DioGuardi, Shanks) (3:06)
11. "Giving It All Away"  (Simpson, John Feldmann) (2:56)
12. "Undiscovered"  (Simpson, Shanks) (4:56)

### Pistas adicionales
1. "Harder Everyday" (Simpson, Feldmann, Benji Madden) (3:32)
2. "Sorry" (Simpson, Fox, Frazier) (3:43)
3. "Endless Summer" (Simpson, DioGuardi, Shanks) (3:37)

## Posicionamiento
| Listas (2004)                    | Posición |
| -------------------------------- | -------- |
| Australia ARIA Top 30 Albums     | 41       |
| Canadá Top 100 Albums            | 8        |
| Noruega Top 40 Albums            | 4        |
| Reino Unido (U.K.) Top 75 Albums | 31       |
| Suiza Top 100 Albums             | 6        |
| US Billboard 200                 | 1 (3 sm) |

### Trayectoria en las listas
| EUA & Canadá Posiciones — Autobiography | EUA & Canadá Posiciones — Autobiography | EUA & Canadá Posiciones — Autobiography | EUA & Canadá Posiciones — Autobiography | EUA & Canadá Posiciones — Autobiography | EUA & Canadá Posiciones — Autobiography | EUA & Canadá Posiciones — Autobiography | EUA & Canadá Posiciones — Autobiography | EUA & Canadá Posiciones — Autobiography | EUA & Canadá Posiciones — Autobiography | EUA & Canadá Posiciones — Autobiography | EUA & Canadá Posiciones — Autobiography | EUA & Canadá Posiciones — Autobiography | EUA & Canadá Posiciones — Autobiography | EUA & Canadá Posiciones — Autobiography | EUA & Canadá Posiciones — Autobiography | EUA & Canadá Posiciones — Autobiography | EUA & Canadá Posiciones — Autobiography | EUA & Canadá Posiciones — Autobiography | EUA & Canadá Posiciones — Autobiography | EUA & Canadá Posiciones — Autobiography | EUA & Canadá Posiciones — Autobiography | EUA & Canadá Posiciones — Autobiography | EUA & Canadá Posiciones — Autobiography | EUA & Canadá Posiciones — Autobiography | EUA & Canadá Posiciones — Autobiography | EUA & Canadá Posiciones — Autobiography | EUA & Canadá Posiciones — Autobiography | EUA & Canadá Posiciones — Autobiography | EUA & Canadá Posiciones — Autobiography | EUA & Canadá Posiciones — Autobiography |
| Semana                                  | 01                                      | 02                                      | 03                                      | 04                                      | 05                                      | 06                                      | 07                                      | 08                                      | 09                                      | 10                                      | 11                                      | 12                                      | 13                                      | 14                                      | 15                                      | 16                                      | 17                                      | 18                                      | 19                                      | 20                                      | 21                                      | 22                                      | 23                                      | 24                                      | 25                                      | 26                                      | 27                                      | 28                                      | 29                                      | 30                                      |
| --------------------------------------- | --------------------------------------- | --------------------------------------- | --------------------------------------- | --------------------------------------- | --------------------------------------- | --------------------------------------- | --------------------------------------- | --------------------------------------- | --------------------------------------- | --------------------------------------- | --------------------------------------- | --------------------------------------- | --------------------------------------- | --------------------------------------- | --------------------------------------- | --------------------------------------- | --------------------------------------- | --------------------------------------- | --------------------------------------- | --------------------------------------- | --------------------------------------- | --------------------------------------- | --------------------------------------- | --------------------------------------- | --------------------------------------- | --------------------------------------- | --------------------------------------- | --------------------------------------- | --------------------------------------- | --------------------------------------- |
| EUA                                     | 1                                       | 2                                       | 1                                       | 1                                       | 2                                       | 6                                       | 8                                       | 6                                       | 6                                       | 9                                       | 19                                      | 16                                      | 19                                      | 22                                      | 27                                      | 34                                      | 51                                      | 50                                      | 34                                      | 42                                      | 33                                      | 40                                      | 39                                      | 40                                      | 55                                      | 84                                      | 60                                      | 47                                      | 52                                      | 53                                      |